# قلعة الوادي
قلعة الوادي (بالإسبانية: Alcalá del Valle)‏، هي إحدى بلديات مقاطعة قادس، التي تقع في منطقة الأندلس جنوب إسبانيا.
يبلغ عدد سكانها 5.278 نسمة وفقاً لإحصائية سنة (2002).